# St. Kitts Scenic Railway
St. Kitts Scenic Railway (Kolej Widokowa St. Kitts) – turystyczna kolej wąskotorowa na wyspie Saint Kitts w państwie Saint Kitts i Nevis, działająca od 2003 roku, dawna kolej cukrownicza otwarta w 1912 roku.

## Historia
Uprawa trzciny cukrowej była podstawą gospodarki Saint Kitts, będącej brytyjską kolonią, już od XVII wieku. W 1912 roku grupa inwestorów zbudowała tam nowoczesną cukrownię w stolicy wyspy Basseterre. Już w 1910 roku rozpoczęto budowę kolei wąskotorowej na wyspie w celu ułatwienia zwożenia trzciny cukrowej z plantacji. Miała ona prześwit toru 762 mm (30 cali). Zbudowano dwa odcinki z Basseterre: na wschód do Christ Church i następnie wzdłuż wybrzeża, oraz na zachód do Palmetto Point. Pierwsze pociągi ruszyły w 1912 roku, na trasie o długości 12 mil (19 km). W 1926 roku ukończono rozbudowę sieci o długości prawie 30 mil (48 km), łącząc oba odcinki obwodnicą. Była ona eksploatowana sezonowo, od lutego do czerwca. Dzięki kolei i nowej cukrowni trzcinę cukrową uprawniano na St. Kitts dłużej niż na okolicznych wyspach, lecz ostatecznie rząd wysp zdecydował o zamknięciu cukrowni, a tym samym zakończeniu gospodarczej eksploatacji kolei z końcem lipca 2005 roku.

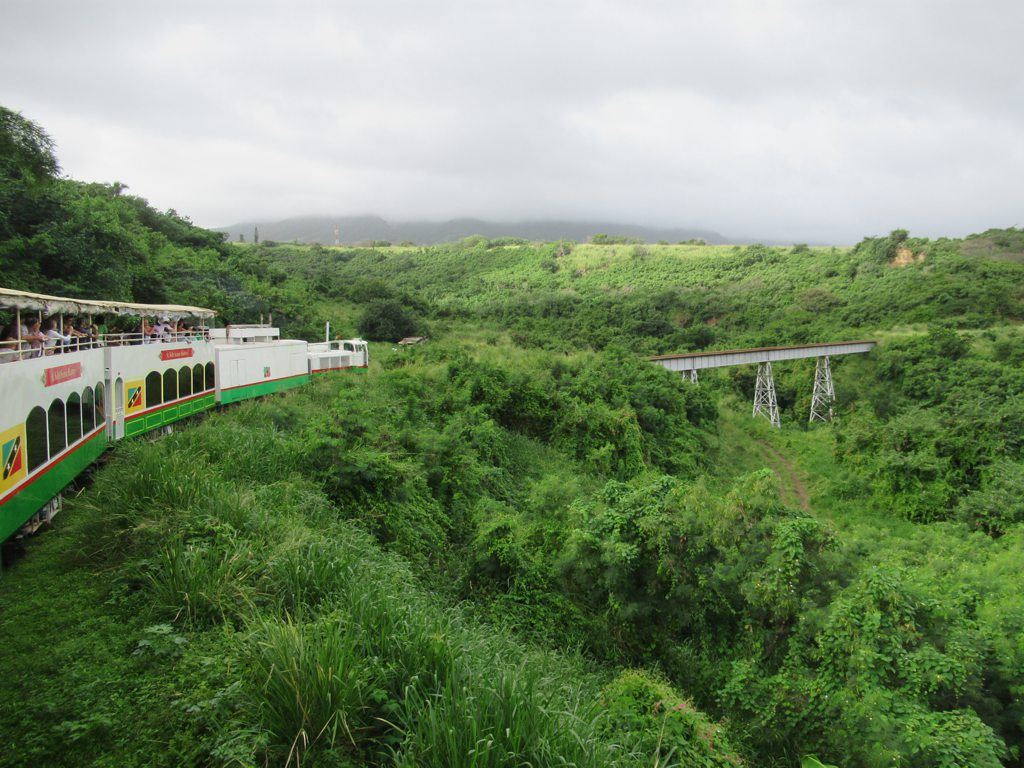
Most na trasie kolei

Z uwagi na wzrastającą rolę turystyki, zdecydowano jeszcze w latach 90. pozostawić kolej jako atrakcję turystyczną w rękach prywatnych. Zawiązano w tym celu spółkę St. Kitts Scenic Railway Ltd, która podpisała umowę z rządem i firmą cukrowniczą St. Kitts Sugar Manufacturing Corporation. Pierwszy pociąg turystyczny przejechał 28 grudnia 2002 roku, a pełny rozkład jazdy zaczął obowiązywać od 28 stycznia 2003 roku. Uważana jest za ostatnią kolej w Indiach Zachodnich.
Kolej turystyczna działa na części trasy, z Basseterre wzdłuż północno-wschodniego wybrzeża, o długości 18 mil. Uzupełnia ją linia autobusowa długości 12 mil, zataczając okrąg wokół wyspy. Na trasie kolei znajdują się 23 mosty.

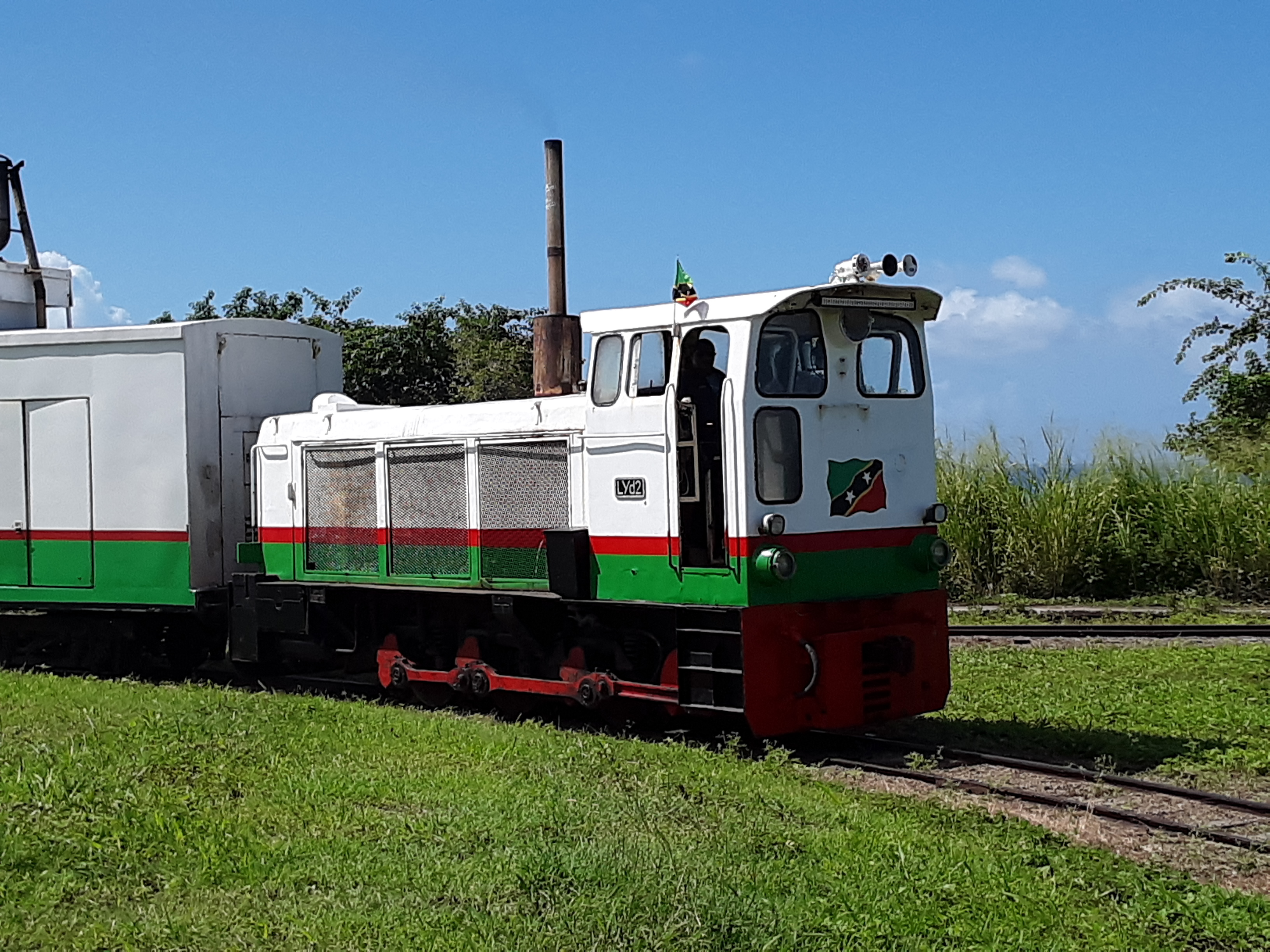
Lokomotywa Lyd2 kolei St. Kitts

Pociągi turystyczne składają się z pięciu wagonów piętrowych, z dolnym piętrem zamkniętym i klimatyzowanym, i wagonu z agregatem dostarczającym energię elektryczną, głównie do klimatyzacji. Jako pojazdy trakcyjne służą trzy lokomotywy spalinowe polskiej serii Lyd2, produkcji rumuńskiej, zakupione z polskiej cukrowni Dobre.